# Roper Technologies
Roper Technologies, Inc. (NASDAQ: ROP

) er et amerikansk software- og teknologiselskab. De har hovedkvarter i Sarasota, Florida. I 2024 havde de over 18.200 ansatte.
Virksomheden kan opdeles i tre divisioner: 
Application Software (55% of 2024 omsætning), det inkluderer Aderant, Clinisys, Data Innovations, Deltek, Frontline, IntelliTrans, PowerPlan, Procare, Strata, Transact/CBORD, and Vertafore; 
Network Software (21% af 2024 omsætning), det inkluderer ConstructConnect, DAT Solutions, The Foundry Visionmongers, iPipeline, iTradeNetwork, Loadlink, MHA, SHP, and SoftWriters; 
og teknologirelaterede produkter (24 % af 2024 omsætning), som inkluderer CIVCO Medical Solutions, FMI, Inovonics, IPA, Neptune, Northern Digital, rf IDEAS, og Verathon.
George D. Roper etablerede virksomheden i 1890 som en producent af hårde hvidevarer, pumper og andre industriprodukter.